# Джироламо Савонарола
Джирола́мо Савонаро́ла (італ. Girolamo Savonarola; 21 вересня 1452, Феррара — 23 травня 1498, Флоренція) — флорентійський поет, монах-домініканець, антимодерніст; у 1494 році проголосив Христа королем Флоренції і при підтримці Франції заснував Флорентійську теократичну республіку.

## Ранні роки. Відмова від грішного світу
Походив з небагатої родини, що мешкала в Феррарі. Його дід був лікарем за фахом. За припущеннями, його мати походила з родини Бонакоссі з міста Мантуя. В родині було семеро дітей, Джіроламо був третьою дитиною. Міг би наслідувати фах діда і стати лікарем, що потребувало б навчання в Феррарському університеті. Але в хід подій втрутились нерозділене кохання до дівчини з багатої родини і відсутність будь-яких перспектив на шлюб з нею. Пригнічений і пристрасний юнак вдався до релігії і став ченцем в монастирі доміканців-проповідників. Як пізніше він повідомив і власного біографа, на рішення стати ченцем вплинули також і промови проповідника з Фаенци. Звернувся до літературної творчості, де вперше випробував пристрасне обдарування переконувати і залякувати апокаліптичними зверненнями до читача. В незакінченому трактаті, що залишив після себе, писав про відразу до світського життя з його мерзотністю, заздрістю, продажністю, прихованою, блюзнірською відмовою від моральних настанов християнства. Цей трактат пізніше отримав назву «Про відразу до світу» (лат. «De contemptu mundi»). Не менш апокаліптичні назви інших творів Савонароли — «Про загибель світу» (1472), «Про загибель (християнської) церкви» (1475), в яких не забув засудити і гріховність папського двору.

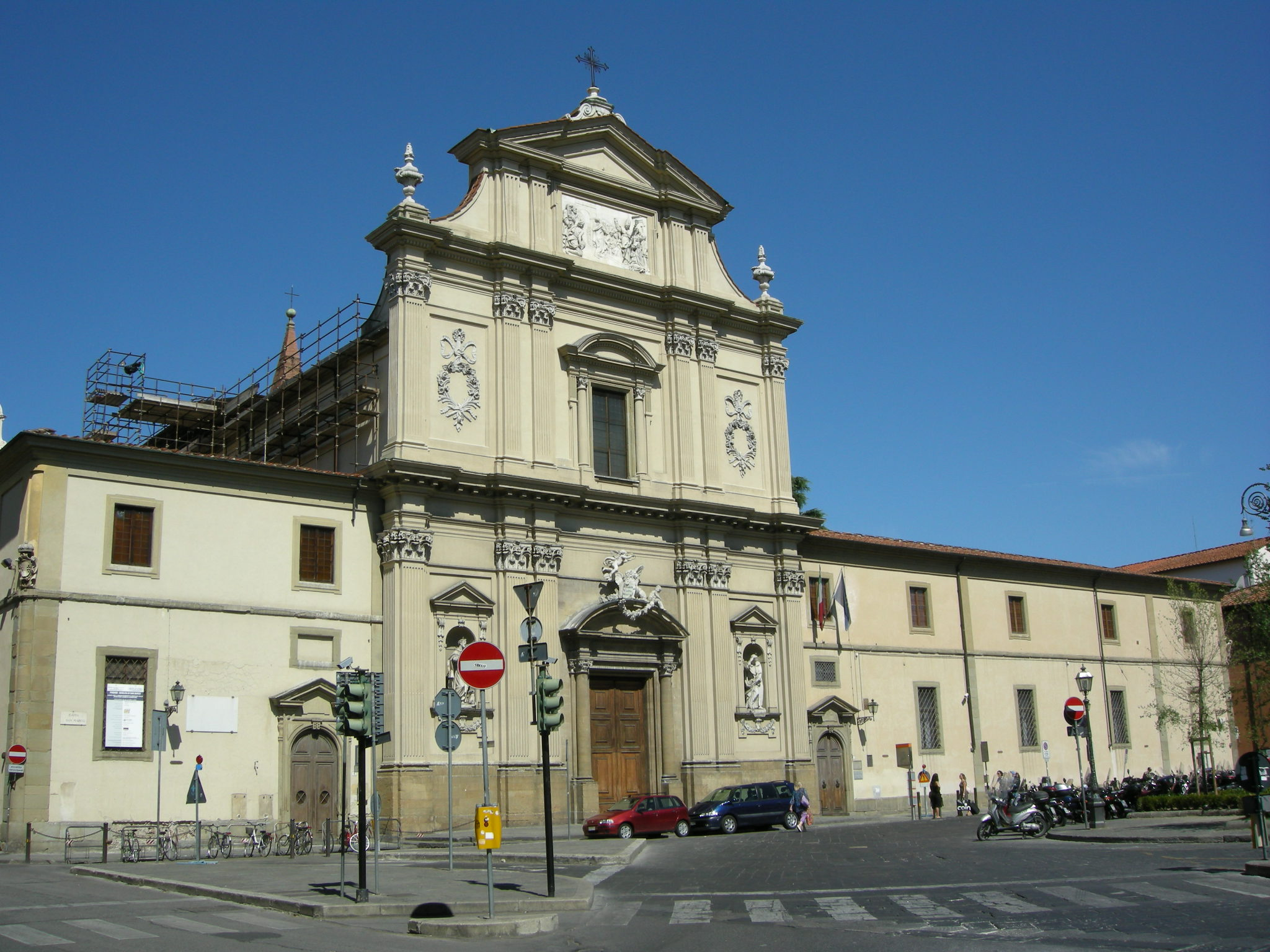
Флоренція, базиліка Сан Марко.

У монастирі ретельно виконував всі обітниці та аскезу, а через рік став священником. Вивчав богословські праці, логіку, філософію Аристотеля, брав участь в богословських дискусіях і допомагав братії в створенні проповідей. Навіть подався на богословський факультет заради отримання наукового ступеня богослов'я. Поворотним пунктом в проповідницькій кар'єрі ченця стало переведення в домініканський монастир Санта Марія дельї Анжелі в Феррарі, де він уславився проповідями. Слава про пристрасного та сміливого проповідника докотилася до Флоренції. Він не сам перебрався до Флоренції. До міста його запросив некоронований володар столиці Тоскани — представник банкірського дому Лоренцо Медічі (1449—1492). Він прибув у Флоренцію в травні-червні 1490 року і оселився в престижному монастирі Сан Марко.

## Спроби реформ у Флоренції
Переїзд у Флоренцію не змінив характеру пристрасного проповідника, а лише збільшив його аудиторію. Спочатку стиль проповідей Савонароли не задовольняв флорентійських вірян, вже розпещених зразками літератури Данте Аліґєрі, Петрарки, знайомих з творами декотрих античних риторів. Але здібний чернець перебрав на себе роль пророка. В проповідях він не тільки засуджував священство в гріхах і закликав до каяття, а й почав пророчити велике і славетне майбутнє Флоренції. В проповіді від 10 грудня він оголосив : 
| Я оприлюднюю цю справді добру новину для міста, що Флоренція буде славетнішою, багатшою і могутнішою, ніж будь-коли. По-перше, славною в очах Бога. І мешканці міста, і сама Флоренція розпочне реформування всієї Італії, звідси розпочнеться оновлення всього світу, бо це центр Італії... По-друге, ви матимете незчислені скарби, адже Бог дбатиме про примноження їх для вас. По-третє, ви розповсюдите свою імперію, а отже матимете владу світську й духовну . |

## Пророцтво про царя Кіра і теократична держава у Флоренції
Серед пророцтв Савонароли чільне місце посіло пророцтво про царя Кира. В міфологічному образі царя проповідник вбачав майбутнє покарання Флоренції та Італії за гріхи. В очах спантеличених флорентійців міфологічний образ пророцтва отримав риси реальної істоти в образі короля Франції Карла VIII (1470—1498). Вояки французького короля здобули низку перемог в Італії і загрожували захопити і знищити Флоренцію. Савонарола провів складні і важкі, але успішні перемови з королем, чим врятував місто та його мешканців.
Флорентійці скористались нагодою і оголосили місто республікою. Владу в ньому передали Савонаролі. Флоренція його зусиллями перетворилась на теократичну державу.
Він обіцяв, що в тому оновленому світі, майже Новому Єрусалимі з Біблії, правитиме тільки Флоренція. Савонарола знайшов слабкості флорентійського гонору і почав вдало їх використовувати. Серед мешканців Флоренції і раніше досить сильними були месіанські настрої та настрої унікальності свого міста, духовної столиці Італії (попри Рим) та світу загалом. Пристрасні слова пророка, що спілкувався з самою Богородицею і розповідав про це, сприймались як правда і заклик до дії. Кількість його прихильників зростала щоденно, а його вплив набув небачених розмірів і спричинив суспільну соціофренію. Критиків та супротивників Савонароли почали переслідувати його озброєні прихильники. В місті виникло товариство релігійної молоді (fanciulli), що тисло на критиків, чавило їх, вламувалось в приватні оселі і забирало все гріховне. В перелік гріховного потрапили гральні кості, неаскетичні і життєствердні літературні твори (серед яких і «Декамерон» Бокаччо), картини з оголеною натурою тощо. Згодом до них додали дзеркала, музичні інструменти і ноти, коштовні меблі і коштовності, багатий одяг, до якого мали значну пристрасть усі флорентійці. Було заборонено всі карнавали й свята, крім церковних. Відвідини церков і соборів зробили обов'язковими. Вітались і заохочувались доноси.
Згодом Савонарола оголосив про новий податок — десятину. Його мали сплачувати всі багатії з нерухомого майна. Всі вилучені кошти йшли на благодійність.
Серед заможних і впливових флорентійців почав визрівати спротив. Але вони ще не мали ініціативи. Об'єктами критики ченця були також папи римські Сікст IV, Інокентій VIII, Александр VI Борджа. Але проповідник з Феррари щосили пригинав долу і голови народу, якого теж звинувачував у відході від католицизму. Авторитет Савонароли зріс настільки, що в кінці XV ст. він, по суті, став невизнаним, але фактичним політичним володарем Флоренції, володарем її дум, встановив там досить суворий монастирський режим. При цьому парадоксально — не обіймав жодної офіційної посади, як не обіймав жодної офіційної посади і Лоренцо Медичі.

## Спалення гріховного
Апогеєм морально-релігійного тиску на флорентійців стали два публічні спалення 7 лютого 1497 року та 17 лютого 1498 року всього гріховного, конфіскованого з приватних осель флорентійців. Запалали музичні інструменти й ноти, коштовні меблі, коштовний одяг з дорогих тканин, рукописи й заборонені Савонаролою видання, гральні кості та картини. Частку речей на багаття принесли як фанатики, так і мешканці міста під примусом, налякані подіями в місті й тиском загонів молодих фанатиків (fanciulli). Серед тих, хто приніс і кинув у багаття гріховного власні картини, був і Сандро Боттічеллі (1445—1510).

## Світогляд Савонароли
Природно, настільки глибока і ортодоксальна віра характеризує Савонаролу як діяча Середньовіччя. Про це ж свідчить його ставлення до філософії Платона, яку він добре знав. Він писав: 
| «Єдине добро, зроблене Платоном і Арістотелем, полягає в тому, що вони придумали аргументи, які можна застосувати проти єретиків. Однак і вони, і інші філософи, перебувають у пеклі. Будь-яка баба знає про віру більше, ніж Платон. Було б досить добре для віри, якби книги, які багато хто вважає корисними, були знищені. Якби не було такої безлічі книг, природних доводів розуму і всяких диспутів, віра швидше поширилася б». |
Аргумент, що знищення уславлених книг і картин на багаттях, які запалали з волі Савонароли, не мало характеру простого вандалізму, а було актом підтримки і зміцнення католицької віри — і непереконливий, і цілком помилковий. Бо страту і спалення трупа Савонароли на вогнищі теж підносили як очищення церкви і акт зміцнення католицької віри. Але спалити людину — це спалити живу людину, яку не вдалося переконати словами і добрими прикладами. Безсилля папства в справі переконань і бажання будь-яким способом позбавитися негнучкого проповідника і призвело до його відлучення від церкви і страти.

## Передумови арешту і страти Савонароли
Проповідник зазіхнув на монополію папства на політичну активність. Особа, що не мала навіть кардинальського сану і відсахнулась від Ватикану, вела перемови з королем Франції і виборола для Флоренції вигідні умови. І зазіхання на монополію пап в політиці, і викривання гріховності папської курії перетворили їх на ворогів Савонароли.
Незадоволений Александр VI викликав бунтівливого ченця до Рима, а коли той відмовився, відлучив його від церкви. Савонарола оголосив, що засудити його може лише Вселенський собор, і спалив папську грамоту. Тоді відлученням почали погрожувати всім, хто слухав Савонаролу.
Папі вдалося залучити на свій бік міських багатіїв, невдоволених податковим тиском і зазіханнями на їхнє приватне майно. Сподівання Савонароли на підтримку короля Франції не виправдалися, бо той невдовзі помер молодим. Врешті-решт поряд з Савонаролою залишилась купка релігійних фанатиків та молодь загонів фанчулі.

## Страта Савонароли
Ініціативу вороги Савонароли перехопили в 1497 році. Флоренція після виборів отримала новий уряд, з яким домовилась папська курія. В травні 1497 року Савонарола був відлучений від церкви, як єретик, діяч розколу, що ганьбив Папський престол. Папський престол зажадав випробування Савонароли вогнем та підтвердження його пророцтв.
Під тиском на бік папи перейшли францисканці і домініканці Флоренції. Савонаролу витягли з монастиря і запроторили у в'язницю. За переказами, сорок діб тривали допити й катування. Психічно зламаний Савонарола зрікся своїх пророцтв, підтвердив їхню штучність. Вироком йому була страта через повішення. Повішення відбулося на площі Сеньйорії, де колись палали вогнища з гріховних речей. Труп страченого спалили. Пригнічені прихильники закатованого проповідника намагались розібрати кістки й попіл на згадку. Уряд заборонив відвідини місця покарання, закрив площу для відвідин, а прах закатованого викинули в річку Арно.

## Ставлення до Савонароли

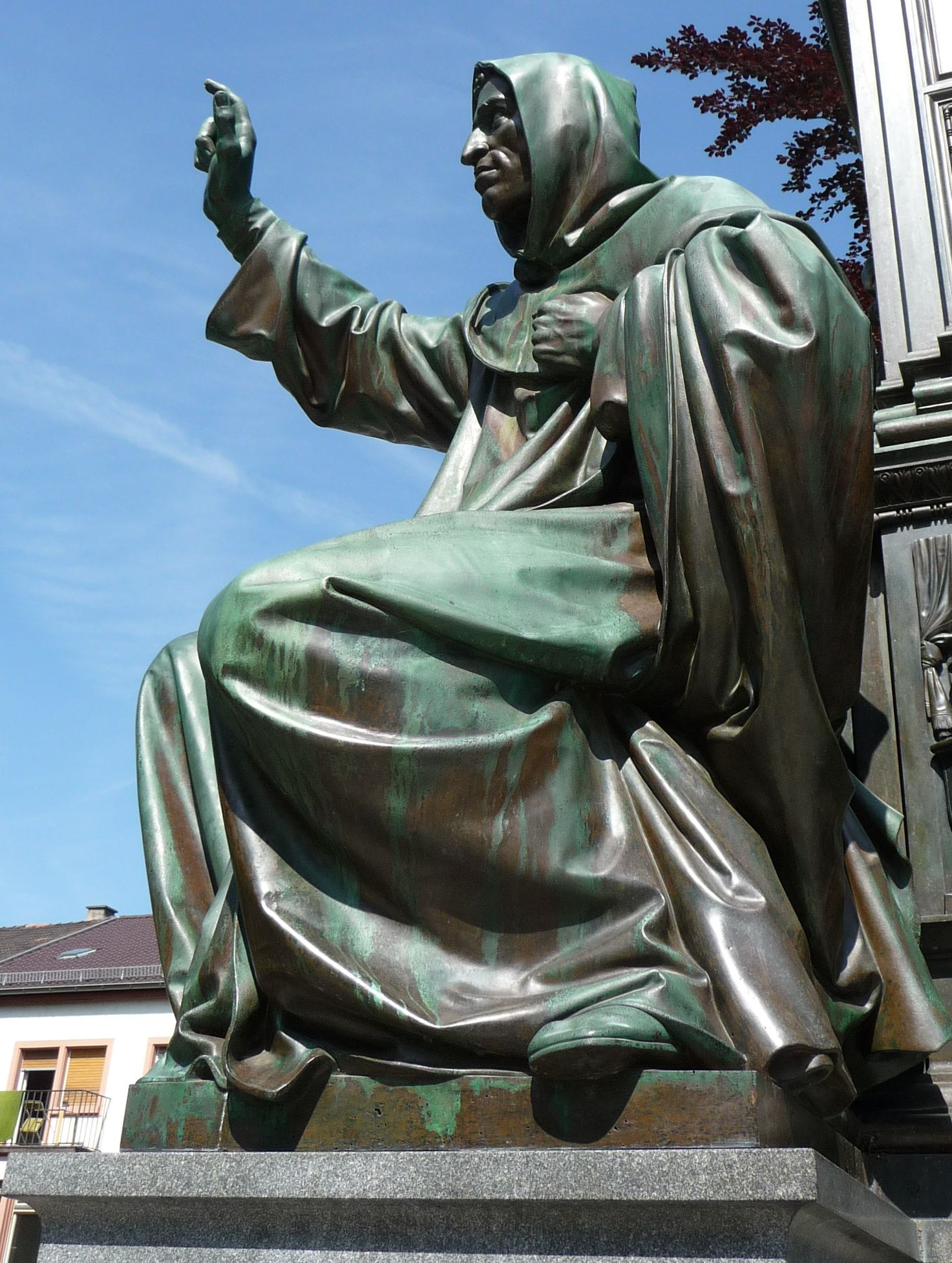
Німеччина. Меморіал Лютера в місті Вормс. Скульптура Савонароли.

Ставлення до Савонароли в XX ст. мало значні розбіжності як в християнстві, так і в світській культурі. Він головний персонаж книги «Gladius Dei» (Меч Бога) Томаса Манна (1875—1955) та його єдиного драматичного твору «Fiorenza» 1905 року. Про Савонаролу згадується в романі Сомерсета Моема «Вістря бритви» (The Razor's Edge, 1944). Про Савонаролу згадував у своєму вірші «Цитатник Савонароли» відомий сучасний письменник Вакуленко Володимир Володимирович. Про Савонаролу писали різні письменники, від Нікколо Макіавеллі до Альбера Камю. Але протестантські, католицькі чи атеїстичні погляди впливають на інтерпретації і роблять образ Савонароли і міфологізованим, і значно розмитим.
Також варто зазначити згадки про Савонаролу у серіалах Борджіа.
Євангелічна церква в Німеччині вшановує пам'ять католицького ченця 23 травня як мученика церкви. Віддати католицького проповідника протестантам Ватикан не міг, хоча той не був потрібен папській курії декілька століть. Наприкінці XX століття (1998 року) завдяки діяльності папи Івана Павла ІІ був реабілітований і шанований як мученик за віру.

## Оцінки особи і діяльності

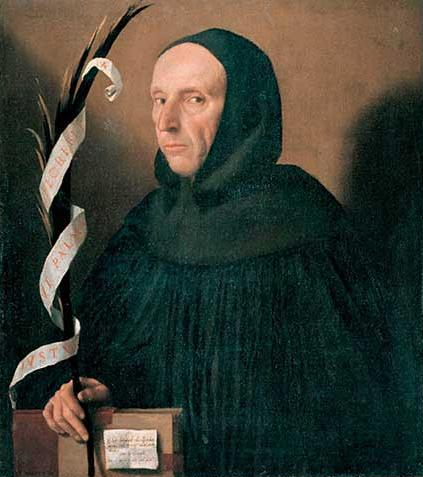
Моретто да Бреша. Портрет Савонароли, створений після його страти.

Савонаролу важко визнати гуманістом, він швидше особа, що не оминула панівного впливу доби, яким і був гуманізм. Гуманісти не закликали палити твори античних філософів чи книги Бокаччо та Петрарки як Савонарола, а закликали відшукувати їх, вивчати і зберігати. Підхід — принципово різний.
Щира віра в Христа, непідкупність, чернеча порядність, глибина почуттів свідчили про духовну наповненість його буття і тим самим робили його зразком палкої релігійності доби Відродження, де перебувало чимало як пророків і святих, так і злодіїв, перевертнів і тиранів різного штибу чи впливу. Сама його загибель (спочатку його повісили, а потім спалили) говорить про суперечливість і неоднорідність ставлення до Савонароли як з боку простих вірян, так і Папи і Папського двору і очолюваної ними Католицької Церкви, здатної вщент знищувати кожного зі своїх супротивників. Сама поява особистості Савонароли підтверджує той факт, що культура італійського Відродження, не маючи під собою народної основи, торкнулася лише верхів суспільства. Загальний стиль ренесансного мислення, модифікація релігійної свідомості не зустріли відгуку в душах простого народу, хоча проповіді Савонароли і його щира віра вразили його. Саме добре розуміння проблем народу допомогло Савонаролі, по-суті, перемогти гуманістичний, життєствердний ентузіазм флорентійців. Ідеї індивідуалізму, теж притаманні Відродженню, в більш повному обсязі воскресли значно пізніше, в XVIII ст., в мистецтві доби пізнього бароко і Просвітництва. Наприкінці XV століття вони були лише надбанням свідомості великих мислителів і художників, коло яких було досить обмеженим, незважаючи на їх значний вплив на світогляд і культуру.